# 위시 (가수)
위시(본명: 곽다윗, 2002년 6월 11일 ~ )는 대한민국의 가수이자 씨나인 엔터테인먼트 소속이며 대한민국 보이 그룹 이펙스의 리더, 리드댄서, 서브보컬을 맡고 있다.

## 학력
| 연도 | 학교         | 학과 | 비고 |
| ---- | ------------ | ---- | ---- |
|      | 지평초등학교 |      | 졸업 |
|      | 지평중학교   |      | 졸업 |
|      | 양평고등학교 |      | 졸업 |